# Kira Rudyk

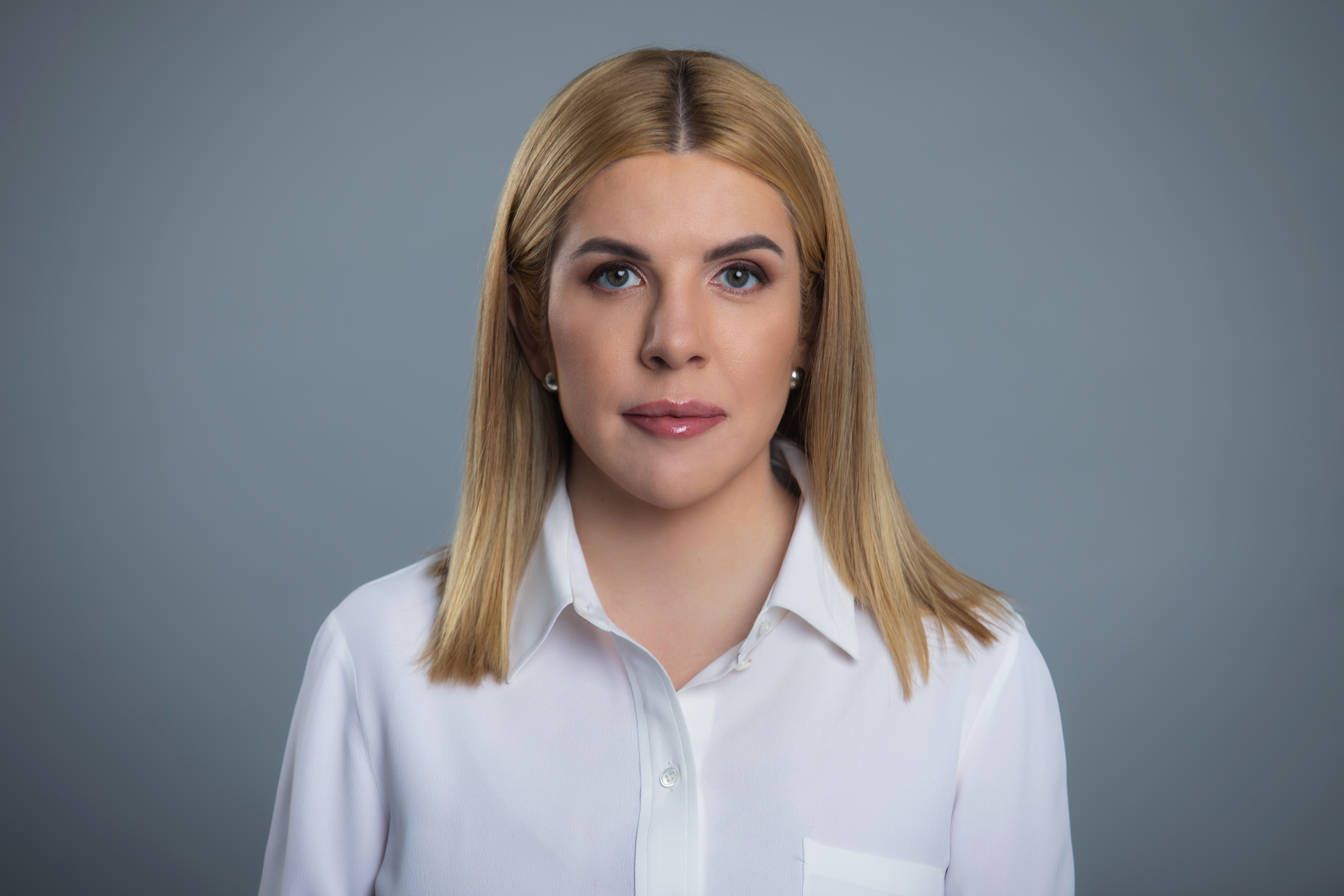
Kira Rudyk, 2021

Kira Oleksandriwna Rudyk (ukrainisch Кіра Олександрівна Рудик; * 14. Oktober 1985 in Uschhorod) ist eine ukrainische Politikerin. Sie ist Vorsitzende der politischen Partei Stimme und Mitglied der Werchowna Rada.

## Werdegang
Geboren und aufgewachsen in Uschhorod graduierte sie 2008 in Informatik an der Nationalen Universität Kiew-Mohyla-Akademie. Anschließend arbeitete sie bei mehreren Firmen in der Ukraine und in den Vereinigten Staaten, darunter MiMedia, TechTeamLabs und Ring Ukraine, wobei sie bei Ring die Position des Chief Operating Officers innehatte.
Im Jahre 2019 wurde sie in das ukrainische Parlament und zur Parteivorsitzenden der Stimme gewählt.